# Virginia Apgar
Virginia Apgar (7 de junio de 1909 - 7 de agosto de 1974) fue una médica estadounidense que se especializó en anestesia aplicada a la obstetricia y pediatría. Fue líder en el campo de la anestesiología y la teratología, y fundó el campo de la neonatología. Para el público general, sin embargo, es más conocida por haber creado el test de Apgar, el método utilizado para evaluar la salud de los recién nacidos que ha reducido considerablemente la mortalidad infantil en todo el mundo.

## Biografía
Virginia Apgar se graduó en el Colegio Mount Holyoke en 1929, y en el Columbia University College of Physicians and Surgeons (Columbia P&S) en 1933. Tras especializarse en Anestesiología en la Universidad de Wisconsin-Madison bajo la tutela del Profesor Ralph M. Waters, regresó al Columbia Presbiterian Hospital de Nueva York, donde se convirtió en la primera mujer Jefe de Servicio de Anestesiología.
En 1949, Apgar se convirtió en la primera mujer profesora de tiempo completo en Columbia P&S, y también realizó trabajo clínico y de investigación en el Hospital Sloane para Mujeres. En 1959 obtuvo el grado de maestría en salud pública en la Universidad Johns Hopkins. Fue vicepresidenta para asuntos médicos de la National Foundation March of Dimes, y desde este puesto puso en marcha estudios y acciones científicas y divulgativas para disminuir la teratogenia.
Virginia Apgar completó exitosamente la residencia en Cirugía General en la Universidad de Columbia, sin embargo, por sugerencia del entonces Jefe del Servicio de Cirugía, Dr. Allen Whipple, se dedicó a la entonces naciente especialidad de anestesiología en vez de ejercer la Medicina como cirujana.

## La prueba Apgar

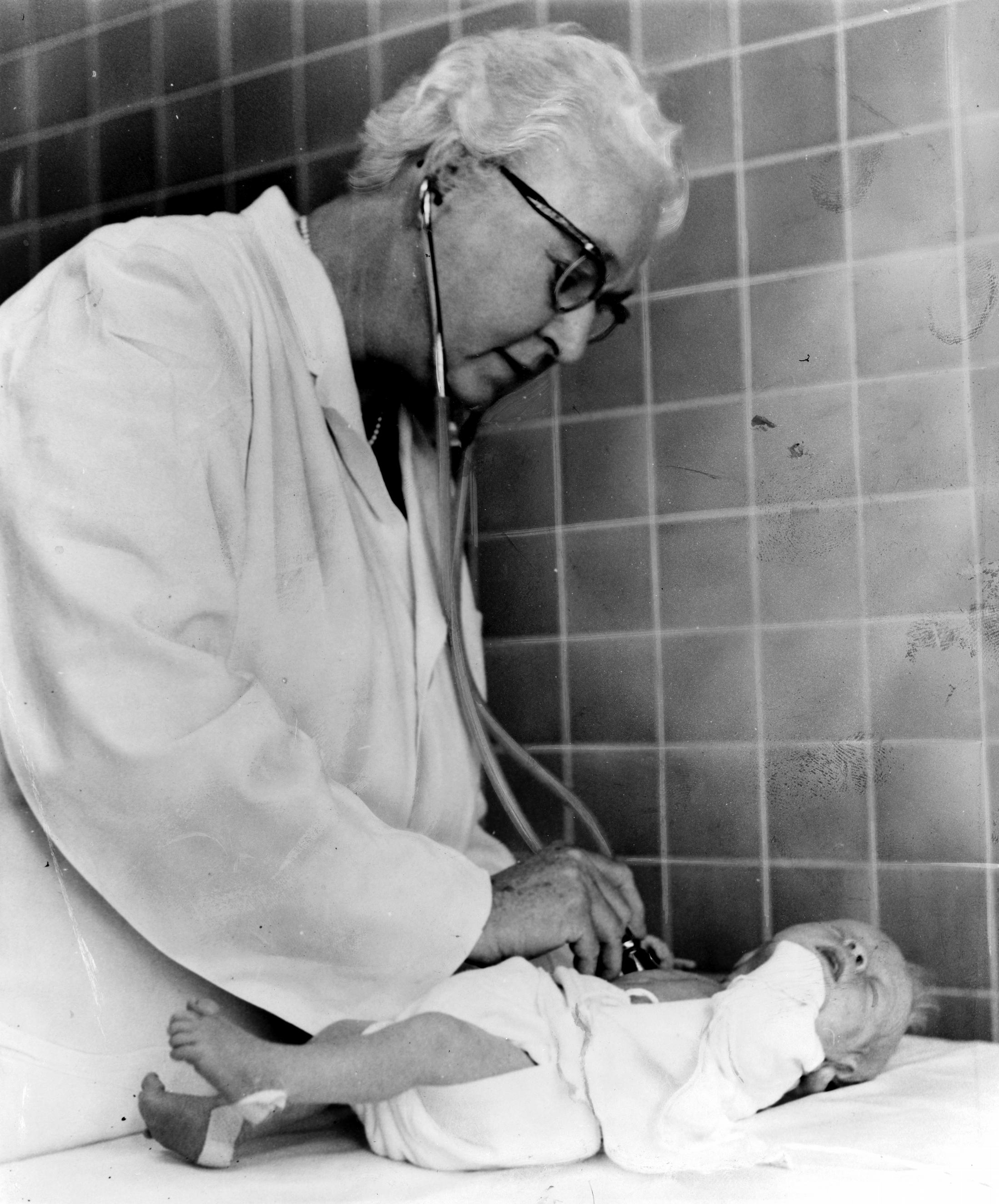
Auscultación torácica anterior, New York World-Telegram and Sun, 1966, Virginia Apgar

En 1953 estudió, desarrolló y publicó la primera escala de valoración de la vitalidad de los recién nacidos, denominada prueba Apgar. Este test se aplica a todos los bebés en dos momentos, inmediatamente tras el parto: un minuto y, nuevamente, a los 5 minutos después del nacimiento (en ocasiones también a los 10 minutos). Esta prueba (escala) evalúa, puntuando de cero a diez, cinco aspectos simples de los recién nacidos: frecuencia cardiaca, esfuerzo respiratorio, presencia de reflejos, tono muscular y color.
Intentando transformar la palabra prueba Apgar en un retroacrónimo, se ha propuesto: apariencia, pulso, gesticulación, actividad y respiración (denominados así en muchos idiomas en honor de su creadora: es un acrónimo generado por el doctor Joseph Butterfield, pediatra norteamericano, en 1963, con las cinco letras del apellido de la doctora). El puntaje resultante va del cero al 10. Si el bebé obtiene un puntaje de 3 o menos, se considera que su estado de salud es crítico; si el puntaje es entre 4 y 6, se clasificará como "bastante bajo"; si el puntaje es de 7 a 10, se considerará que el estado de salud es "normal".
Si bien la doctora Apgar fue en muchas ocasiones "la primera mujer" o "la única mujer" en el departamento en ocupar algún puesto o en ganar reconocimiento, evitaba al movimiento feminista organizado, afirmando que "las mujeres están liberadas desde el momento en que salen del útero".
Apgar nunca se casó, y falleció el 7 de agosto de 1974 debido a un fallo hepático en el Centro Médico Presbiteriano de Columbia.

## Obras relevantes
- Más de 60 artículos científicos
- Innumerables artículos para la prensa popular
- "Propuesta de un nuevo método de evaluación del recién nacido". Investigaciones actuales en anestesia y analgesia. 32 (4): 260-267. PMID 13083014.
- Is My Baby All Right?, libro escrito en colaboración con Joan Beck (1972).

## Reconocimientos y premios
- Doctorado honoris causa de la Facultad Femenina de Medicina de Pensilvania (1964)
- Doctorado honoris causa del Colegio Mount Holyoke (1965)
- Premio por Distinción en el Servicio de la Sociedad Norteamericana de Anestesiólogos (1966)
- Premio Elizabeth Blackwell de la Asociación Médica de las Mujeres de Norteamérica (1966)
- Doctorado honoris causa de la Facultad de Medicina y Odontología de Nueva Jersey (1967)
- Medalla de Oro para Exalumnos de la Facultad de Médicos y Cirujanos de la Universidad de Columbia (1973)
- Premio Ralph M. Waters de la Sociedad Norteamericana de Anestesiólogos (1973)
- Mujer del Año en la Ciencia de la Ladies Home Journal (la 1973)
- Miembro de la Academia de Medicina de Nueva York, de la Asociación Americana de Salud Pública y de la Academia de Ciencias de Nueva York.[10]

Apgar sigue cosechando reconocimientos después de su muerte, por sus logros y contribuciones. En 1990 se emitió una estampilla postal en su honor. En noviembre de 1995 fue incluida en el Salón de la Fama de Mujeres en Seneca Falls, Nueva York. En 1999, el Proyecto Nacional de Historia de las Mujeres la nombró homenajeada del Mes de la Historia de las Mujeres. El 7 de junio de 2018, Google celebró el 109 cumpleaños de Apgar con un Google Doodle.

## Más información
- Pearce, J M S (2005), «Virginia Apgar (1909-1974): neurological evaluation of the newborn infant.», Eur. Neurol. 54 (3): 132-4, doi:10.1159/000089084, PMID:16244485.
- Goodwin, James W (2002), «A personal recollection of Virginia Apgar.», Journal of obstetrics and gynaecology Canada : JOGC = Journal d'obstétrique et gynécologie du Canada : JOGC (2002 Mar) 24 (3): 248-9, PMID:12585247.
- Goldman, R; Blickstein, I (2001), «[Dr. Virginia Apgar--1909-1974]», Harefuah (2001 Feb) 140 (2): 177-8, PMID:11242930.
- Mazana Casanova, J S (2000), «[Virginia Apgar and her postnatal test half a century later]», An. Esp. Pediatr. (2000 Nov) 53 (5): 469, PMID:11141369.
- Baskett, T F (2000), «Virginia Apgar and the newborn Apgar score.», Resuscitation (2000 Nov) 47 (3): 215-7, PMID:11114450.
- Jay, V, «On a historical note: Dr. Virginia apgar.», Pediatr. Dev. Pathol. 2 (3): 292-4, PMID:10191354.
- Morishima, H O (1996), «Virginia Apgar (1909-1974).», J. Pediatr. (1996 Nov) 129 (5): 768-70, PMID:8917248.
- Shampo, M A; Kyle, R A (1995), «Virginia Apgar--the Apgar score.», Mayo Clin. Proc. (1995 Jul) 70 (7): 680, PMID:7791393.
- Butterfield, L J (1994), «Virginia Apgar, MD, MPhH.», Neonatal network : NN (1994 Sep) 13 (6): 81-3, PMID:7854290.
- Butterfield, L J, «Virginia Apgar, MD, MPhH (1909-1974).», Journal of perinatology : official journal of the California Perinatal Association 14 (4): 310, PMID:7965228.
- Ignatius, J (1993), «[Virginia Apgar 1909-1974]», Duodecim; lääketieteellinen aikakauskirja 109 (1): 54-5, PMID:8013307.
- Appelgren, L (1991), «[The woman behind the Apgar score. Virginia Apgar. The woman behind the scoring system for quality control of the newborn]», Lakartidningen (1991 Apr 3) 88 (14): 1304-6, PMID:2016983.
- Wilhelmson-Lindell, B (1990), «[Virginia Apgar Award to Petter Karlberg. After 45 years of pioneering commission as a pediatrician, the research on body-soul-environment is tempting]», Lakartidningen (1990 Oct 3) 87 (40): 3198-200, PMID:2232990.
- Kovács, J (1989), «[In commemoration of Virginia Apgar]», Orvosi hetilap (1989 Sep 17) 130 (38): 2049-50, PMID:2677904.
- Calmes, S H, «Virginia Apgar: a woman physician's career in a developing specialty.», Journal of the American Medical Women's Association (1972) 39 (6): 184-8, PMID:6392395.
- Schoenberg, D G; Schoenberg, B S (1977), «Eponym: yes, Virginia, there is an Apgar score.», South. Med. J. (1977 Jan) 70 (1): 101, PMID:320667.
- Frey, R; Bendixen, H (1977), «[In memoriam Virginia Apgar 1909-1974]», Der Anaesthesist (1977 Jan) 26 (1): 45, PMID:319701.
- James, L S (1976), «Dedication to Virginia Apgar, MD.», Birth Defects Orig. Artic. Ser. 12 (5): xx-xxi, PMID:782603.
- James, L S (1975), «Fond memories of Virginia Apgar.», Pediatrics (1975 Jan) 55 (1): 1-4, PMID:1089236.
- James, L W (1974), «Memories of Virginia Apgar.», Teratology (1974 Dec) 10 (3): 213-5, PMID:4617325.